# Speed Garage
Speed Garage ist eine Musikrichtung der elektronischen Tanzmusik, die in England entstanden ist und um 1997/98 ihren kommerziellen Höhepunkt hatte. Der Stil wird als (frühes) Subgenre des UK Garage eingeordnet.

## Musikalische Merkmale
Mit dem Begriff wird eine schnelle Spielform des Garage House (ca. 130 bis 140 bpm, im Gegensatz dazu hat der „normale“ Garage House nur 115 bis 125 bpm) bezeichnet, der jedoch mit Elementen aus dem Drum and Bass gespickt ist, vor allem mit den typischen Subbässen, die für dieses Genre charakteristisch sind.

## Geschichte
Als erster kommerziell erfolgreicher Track des Genres gilt Armand Van Heldens Armand's Dark Garage Mix des Songs Spin Spin Sugar der Band Sneaker Pimps (1996). Im Nachtleben wurde der neue Musikstil zunächst meist sonntags dargeboten. Als der Stil aufstrebend war, wurden entsprechende Clubabende mit einem schicken Kleidungsstil und einem relativ hohen Frauenanteil auf der Tanzfläche verbunden. Ende der 1990er Jahre entwickelte sich der Stil weiter zum 2 Step, um den ein neuer Hype entstand.

## Stiltypische Tracks
- 187 Lockdown – Gunman
- Double 99 – Ripgroove
- Buzzy Bus – Jump